# Dům v Souběžné III (Jinonice)
Nízkoenergetický rodinný dům v ulici Souběžná III v pražských Jinonicích dle projektu z roku 2004 byl realizován během roku 2005 na relativně malém pozemku se starou dvougaráží ve struktuře stávající vilové zástavby rodinných domů z 50. let 20. století.

## Požadavky na objekt
Jedním z požadavků soukromého investora byla stavební rekonstrukce staré dvojgaráže i maximální zachování stávající zahrady s původními ovocnými stromy. Z tohoto důvodu byla terasa (propojená se zahradou) situována nad podzemní částí domu, kde se nachází pracovna. Mezi další limity architektonického návrhu patřil požadavek navrhnout objemově úsporný dům na malém pozemku přitom však prostorově velkorysý s vynaložením co nejmenších finančních prostředků. K tomu přistupovaly požadavky na ekologické a úsporné vytápění domu, jenž vyžadovaly užití kompaktní konstrukce stavby, která by disponovala odpovídajícími tepelnými, akumulačními a izolačními vlastnostmi (např. minimální ochlazované plochy povrchu domu bez zbytečných tepelných mostů.)

## Popis
Vnější povrchy domu zaujmou na první pohled (v ulici Souběžná III nezvyklou) použitou technologií (hrubá házená omítka v původním odstínu šedé směsi s hlavním podílem tříděného ostrého štěrku) aplikovanou přímo na zpevněný izolační systém budovy. Jižní fasáda domu (do ulice Souběžná III) je horizontálně strukturovaná a obsahuje „na ležato“ situovaná dvojdílná okna. Protilehlá (severní) jednoduchá fasáda obsahuje jediné úzké horizontální pevně zasklené okno (5,5 m dlouhé přes celou šířku fasády) směřující od pracovní plochy kuchyně do centrální zahrady. Zbývající obě boční stěny domu směřují do zahrad na sousedních pozemcích a obsahují jednoduchá francouzská okna orientovaná (v protikladu k čelní fasádě) „na stojato“, tedy vertikálně. Velká plocha terasy (42 m2), jejíž povrch je z vakuově impregnovaných smrkových fošen, je propojena s obývacím pokojem s kuchyní (46 m2). Na terase je umístěno velké pochozí okno (čiré sklo) čímž je terasa spojena opticky s podzemní částí domu (pracovna).

## Vytápění
Tepelné čerpadlo (s topným faktorem  4-5,2) „SIC 9 MW Siemens, 9,1 kW“ zajišťuje 98 % topného podílu (26 500 kWh/rok) a je (pro dotápění v zimních šičkách) vybaveno doplňkovým (jen pro 2 % topného podílu tj. 500 kWh/rok) bivalentním přímým elektrickým zdrojem (6 kW). Primárním zdrojem tepla je geotermální energie. Teplo je získáváno z bentonitem dobře utěsněného elastického vertikálního zemního vrtu s hloubkou 128 m. (varianta „země-voda“) Rozvod tepla po domě se děje podlahovým systémem, jenž je doplněn o radiátory. Technologii topení je možno v budoucnu posílit o rekuperační zdroj tepla z odpadního vzduchu. Na ploché střeše rodinného domu je možno umístit také systém solárních panelů. V případě potřeby lze po úpravě systému tepelného čerpadla zajistit i mírné chlazení interiéru domu. Odvětrání domu prochází centrální (schodišťovou) stěnou objektu, kde jsou vedeny také prvky instalace.

## Vybraná technická a ekonomická data
- Generální dodavatel: Besta Stavby, s. r. o., S. Šolc[4]
- Rozloha pozemku (parcely): 455 m2[1][5][6]
- Zastavěná plocha: novostavba — nadzemní část: 64 m2; garáž — rekonstrukce: 21 m2; podzemní část novostavby — terasa: 41 m2[4]
- Zastavěná plocha: 85 m2[1] (novostavba — nadzemní část: 64 m2 + garáž — rekonstrukce: 21 m2)
- Užitná plocha: 197 m2[5][6]
- Celková podlahová plocha: 239 m2, z toho 41 m2 terasa, 14 m2 garáž[4]
- Celkový obestavěný prostor včetně garáže: 802 m3[1][4];
- Náklady (včetně tepelného čerpadla a zemního rtu) na 1 m2 podlahové plochy: 16 900 Kč/m2 včetně DPH[4]
- Náklady na 1 m3 obestavěného prostoru: 5050 Kč/m3 včetně DPH[4]
- Celkové náklady objektu: 4 041 000 Kč včetně DPH[1][4]
- Dodavatel tepelného čerpadla: Alphaplan — PS, s. r. o.[4]
- Tepelné čerpadlo: SIC 9 MW Siemens, 9,1 kW, bivalentní elektrický zdroj 6 kW[4]
- Topný faktor: 4,4 (0/35 °C)[4]
- Teplá užitková voda (TUV): 200 litrů, zajištěno tepelným čerpadlem 200 litrů[4]
- Zemní vrt: hloubka 125 m, utěsněn bentonitovou suspenzí[4]
- Měrná tepelná ztráta při výpočtové teplotě —12 °C: 12,5 kW[4]
- Součinitel prostupu tepla: obvodová stěna — 0,21-0,26 (W/(m2 K)); základová deska — 0,32 (W/(m2 K)); okna/dveře — 1,1 (W/(m2 K)); střecha — 0,18 (W/(m2 K))[4]

Pohled na rodinný dům z ulice Souběžná III (rok 2020)
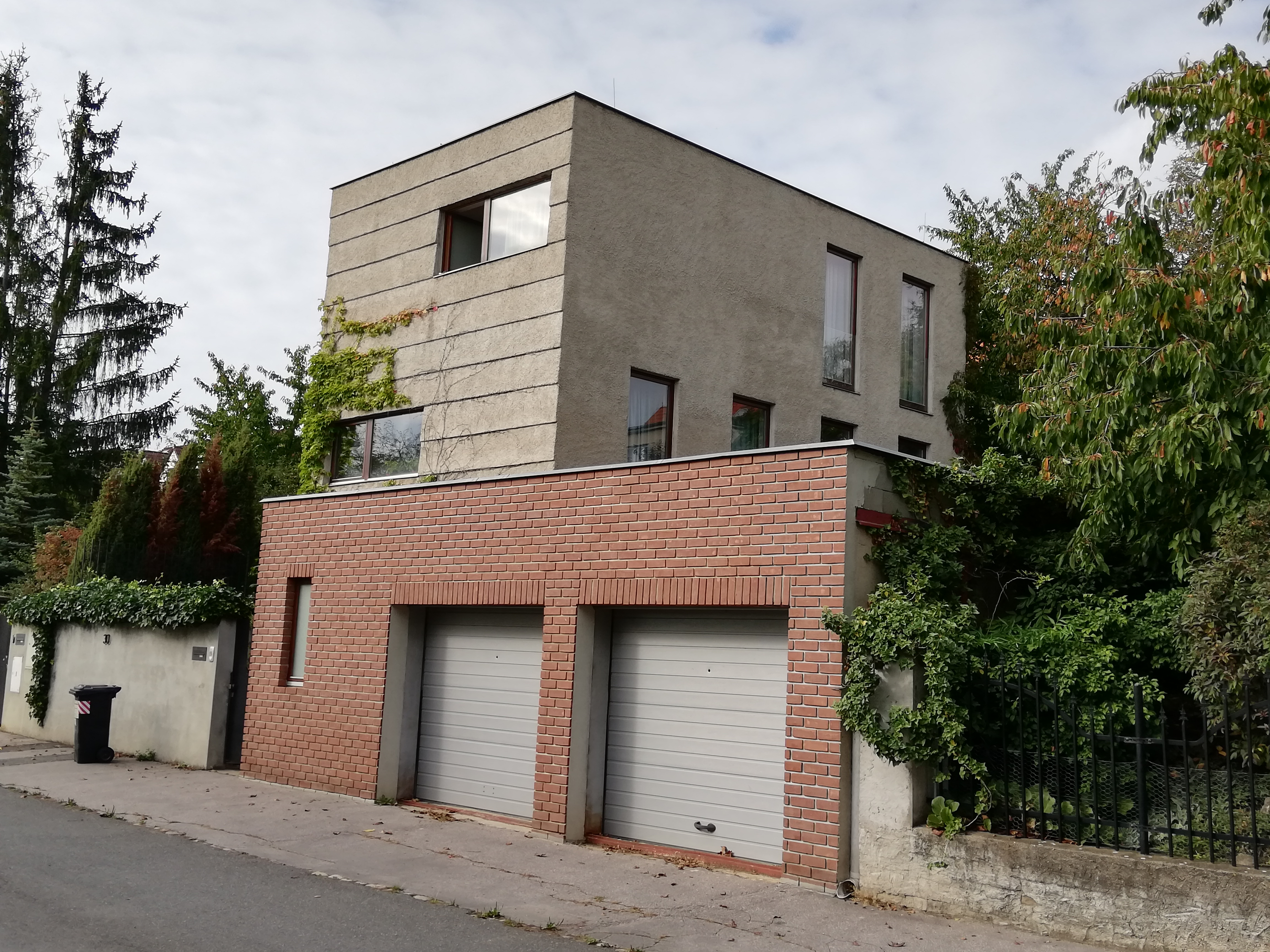
Dům včetně dvojgaráže
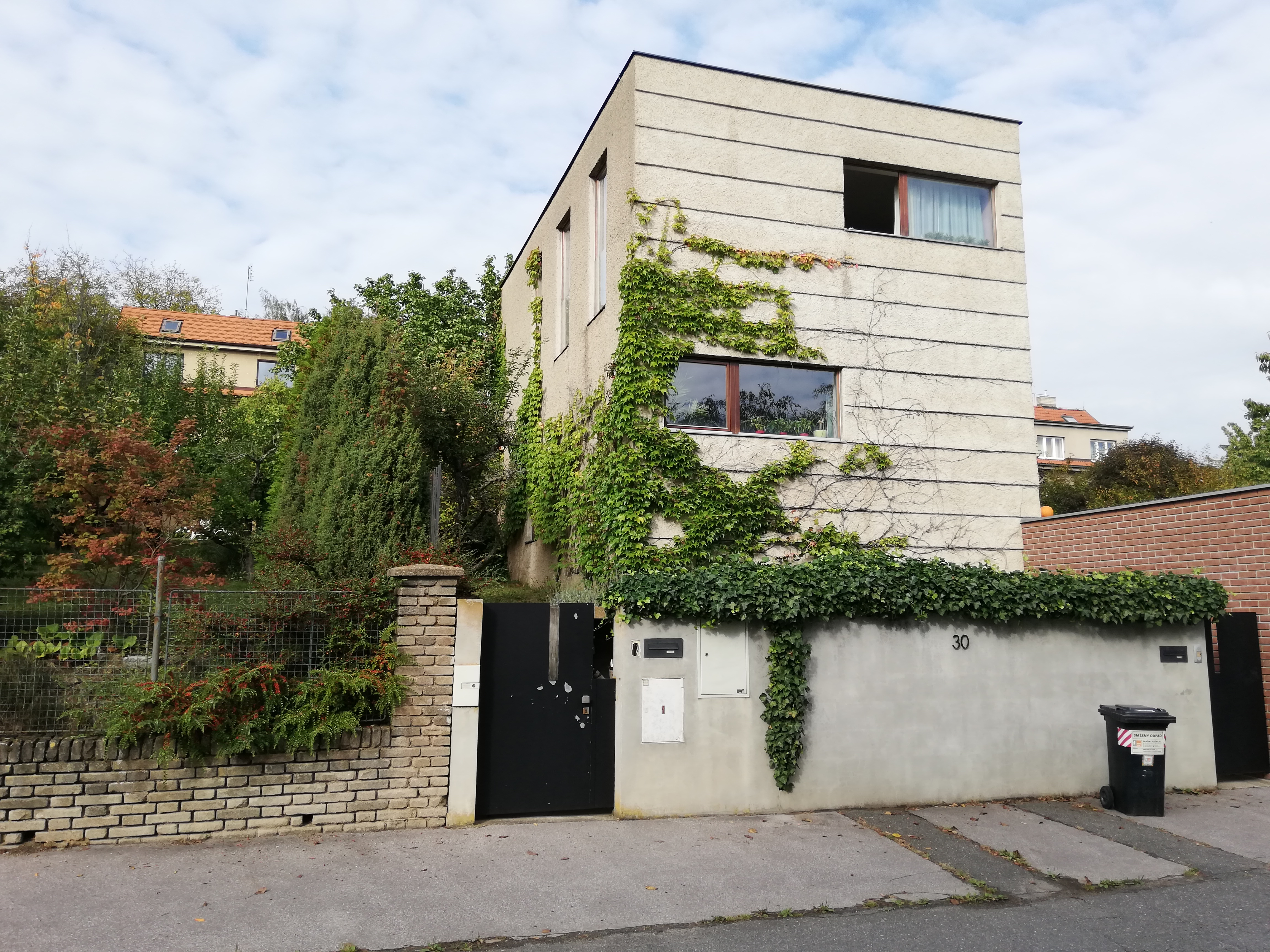
V pozadí rodinný dům staršího data výstavby
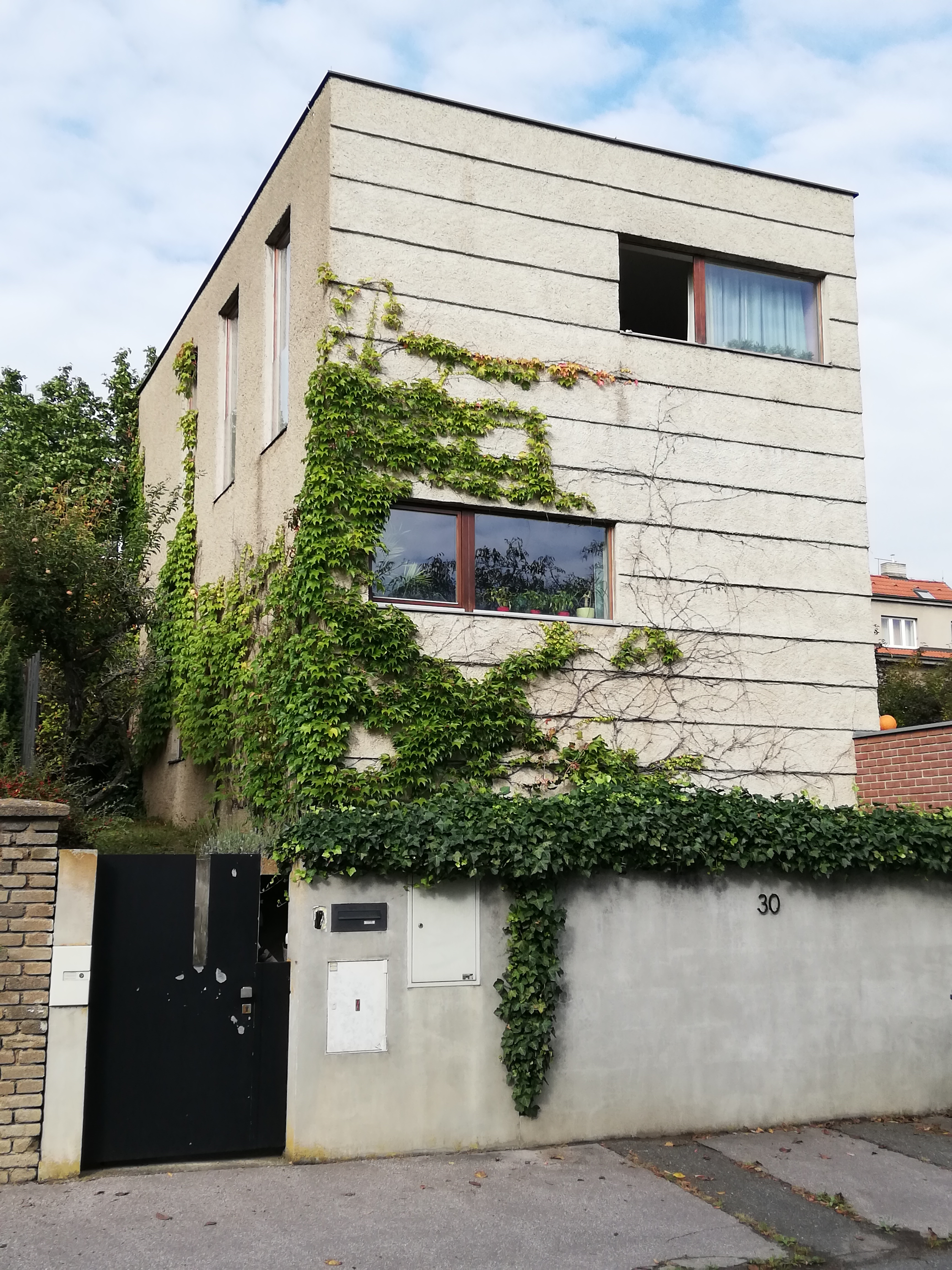
Detail domu